# Chojniczka
Chojniczka – jezioro na Pojezierzu Ińskim, położone w gminie Ińsko, w powiecie stargardzkim, w woj. zachodniopomorskim. Chojniczka znajduje się w północno-wschodniej części Ińskiego Parku Krajobrazowego.
Powierzchnia zbiornika wynosi 9,78 ha.
Chojniczka jest lęgowiskiem wielu gatunków ptaków wodno-błotnych i herpetofauny. Las znajduje się na północ od jeziora.